# Pyrenophora dactylidis
Pyrenophora dactylidis är en svampart som beskrevs av Ammon 1963. Pyrenophora dactylidis ingår i släktet Pyrenophora och familjen Pleosporaceae.   Inga underarter finns listade i Catalogue of Life.